# Hummer H3

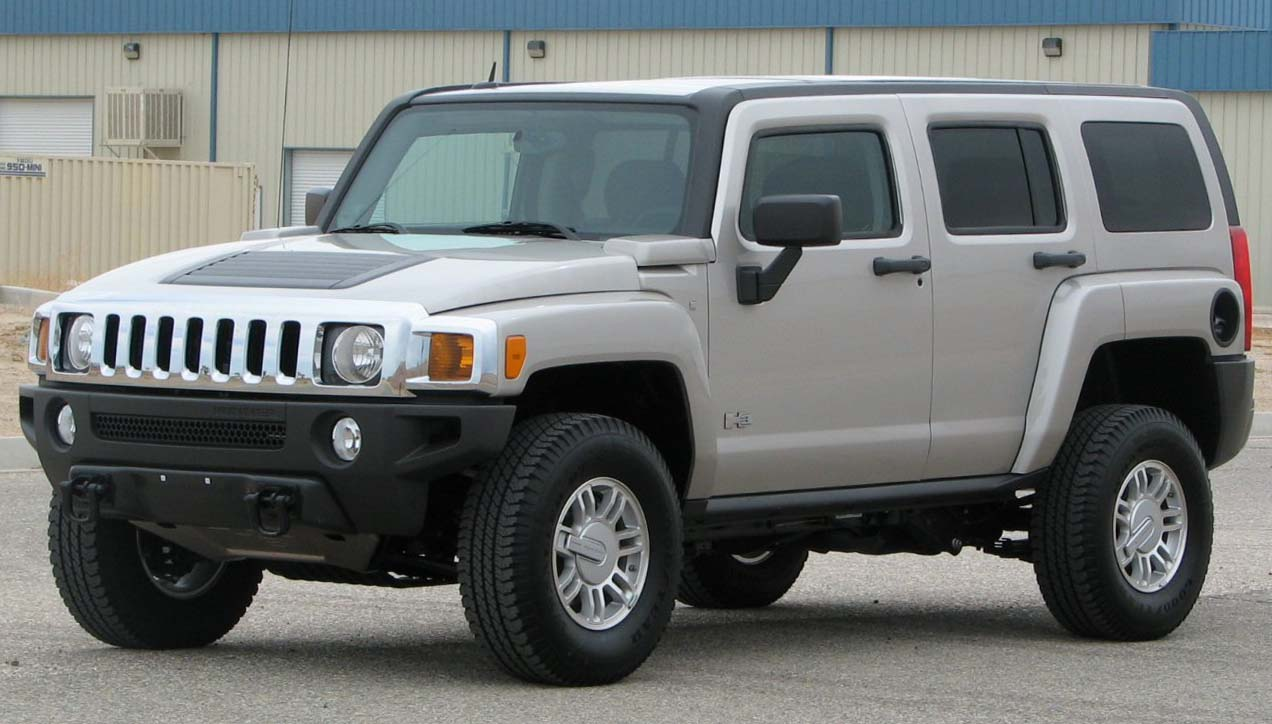
Hummer H3

De Hummer H3 is een terreinwagen van het Amerikaanse terreinwagenmerk Hummer. Omdat de andere terreinwagens van dit merk enorm groot zijn en daar ook bekend om staan en de Hummer H3 minder groot is, wordt deze auto ook wel de mini-Hummer of baby-Hummer genoemd. Desondanks is de Hummer H3 nog altijd een grote terreinwagen. Hij valt qua grootte in de klasse van de Jeep Grand Cherokee en BMW X5.
Concepts:
Hummer HX
Niet meer in productie:
H2 ·
H2 SUT ·
H3 ·
H3T ·
H1